# Reiner Fischer
Reiner Fischer (* 1959 in Ravensburg) ist ein deutscher Koch und Hotelier.

## Werdegang
Seine Ausbildung absolvierte Reiner Fischer im Altdorfer Hof in Weingarten bei Ravensburg. Von 1976 bis 1979 verbrachte er seine Lehr- und Wanderjahre im Berghotel Jägerhof in Isny im Allgäu und im Holiday Inn in Stuttgart. Von 1981 bis 1986 war Fischer Souschef im Restaurant Hoyerbergschlössle in Lindau (ein Michelinstern).
1986 eröffnete Reiner Fischer auf der Insel Lindau das Bistro Beaujolais. Nach zwei Jahren wurde das Beaujolais mit einem Michelinstern ausgezeichnet. 
1991 erwarb er eine Schreinerei in Bodolz im Landkreis Lindau und baute sie zu einem kleinen Hotel mit 12 Zimmern sowie einem Restaurant mit 25 Sitzplätzen um. Im Jahr 1992 wurde sein Hotel und Restaurant Villino eröffnet. Ab 1994 wurden die Kochfilme Kleine Küche im Villino und Für alles ist ein Kraut gewachsen von Regisseur Martin Lippl gedreht. Seit 1998 wird das Restaurant Villino mit einem Michelinstern ausgezeichnet.
Im Jahr 2017 übergab Reiner Fischer die Küchenleitung an seinen langjährigen Sous-Chef Toni Neumann. Das Hotel wird seit 2018 von Sonja und Alisa Fischer sowie Maître und Sommelier Rainer Hörmann geleitet.
Sein Hotel Villino ist seit 2017 Mitglied der feinen Privathotels;

## Auszeichnungen
- 1988: Ein Michelinstern für das Restaurant Beaujolais
- 1998: Ein Michelinstern für das Restaurant Villino[4][5]